# Teela Sanders
Teela Sanders, född 1974, är en brittisk sociolog och kriminolog. Hon är professor i kriminologi vid University of Leicester och har i sin forskning fokuserat på genus, sexualitet och samhälleliga strukturer. Större delen av hennes arbete kretsar kring sexarbete och samhällets hantering av fenomenet. Hon har arbetat med dessa ämnen sedan tidigt nollnolltal och har medverkat i skrivandet av ett 15-tal böcker.

## Biografi

### Bakgrund och studier
Sanders' intresse för sexbranschen stammar ur hennes första högskolestudier, där hon avlade examen i sociologi och socialpolitik och därefter bestämde sig för att bli socialarbetare. Hon arbetade en tid med utsatta barn, varefter hon ett tag var bosatt i USA och arbetade med stödarbete runt hiv och aids för en välgörenhetsorganisation. I det arbetet mötte hon en mängd sexarbetare inom eskortservice och blev intresserad av området som ett studiefält. Hemma i Storbritannien ansökte hon om ett stipendium och en doktorandtjänst vid Oxfords universitet, i syfte att undersöka hur sexbranschen såg ut i Storbritannien. Den brittiska lagstiftningen är (enligt en kanadensisk sammanställning från 2022) i stor utsträckning baserad på lagar från 1950-talet, där försäljning av sexuella tjänster var lagliga men marknadsföringen av dem förbjuden – liksom de allra flera kringverksamheter.
Teela Sanders' avhandling för sin filosofie doktorsexamen producerades runt millennieskiftet som en etnografisk studie på brittiska bordeller.

### Akademisk karriär
Sanders har tidigare verkat vid Centre for Interdisciplinary Gender Studies vid University of Leeds. Hon var under 13 års tid del av institutionen för sociologi i Leeds.
Hon är (2024) dekan vid institutionen för forskning och företagande inom högskoleämnen, samhällsvetenskap och humaniora vid University of Leicester. På lärosätet är hennes föreläsande bland annat fokuserat på förståelsen av kriminologisk forskning. I sin forskning undersöker hon mestadels den mångskiftande relationen mellan genus, sexualitet och samhällets lagar.
2018 utsågs hon till hon den centrala akademiska resursen för Storbritanniens polisledning, i ämnena sexarbete och övervakningen av detta. Det inkluderar produktion av forskningsmaterial till de centrala polismyndigheterna och parlamentariska initiativ på området. Där ingår också en hel del utbildningsarbete för poliser och hälsvårdspersonal, för att lära dem mer om brottsofferhantering, hatbrott, de olika delarna av sexbranschen och om brott och manipulation digitalt. Sanders ser det som en framgång att polisledningen och arbetsgruppen numera övergivit beskrivningen av ämnet som prostitution och istället använder det enligt henne mer neutrala och icke-stigmatiserande ordet sex work ('sexarbete').
Sanders ingår i National Consultative Group, bestående av ett tiotal akademiker som bidrar med kriminologisk forskning till berörda myndigheter. Hon har också medverkat i framtagandet av en "icke-exkluderande" handledning för utbildningssystemet, med råd till bemötandet av studenter med erfarenhet av att sälja sexuella tjänster.

### Forskning
I sin forskning arbetar Sanders med fyra vanliga juridiska modeller för att hantera sexarbete/prostitution, med legalisering i Nevada, avkriminalisering i Nya Zeeland, kriminalisering (enligt svenska modellen kring prostitution) i Nordirland och partiell kriminalisering i Storbritannien. Hon har även studerat förhållandet för sexarbetare i Kenya och hur covid-19-pandemin påverkat dem, liksom hanteringen av en alltmer digitaliserad och Internet-baserad sexbransch. Sanders och projektmedarbetaren Rosie Campbell (University of York) undersöker även hur diskussioner och lagar i USA, där sexarbete och människohandel ibland behandlas som samma sak, påverkat politiken och polisarbetet i Storbritannien. Samtidigt har Sanders och hennes kollegor studerat vilken roll Internet har för att marknadsföra och underlätta sexuellt utnyttjande och människohandel. Detta var fokus för ett treårigt forskningsprojekt 2015–2018 benämnt Beyond the Gaze, vilket även ledde till sammanställandet av två böcker.
I en studie 2007 beskrev Sanders fyra typer av modeller för att kunna lämna sexbranschen och övergå till en annan sysselsättning:
- Reaktionsbaserad
- Stegvis planering
- Naturlig övergång
- "Jojoande"

Hon lyfte i undersökningen, liksom ofta i sina böcker, ett antal olika problem med kriminalisering och tvingande "rehabilitering" av sexarbetare.
Sanders fann i en undersökning 2014 att personer inom den brittiska sexbranschen mycket ofta har en bakgrund inom sjuk- och hälsovård, utbildning eller olika butiksnäringar. Undersökningen genomfördes i samarbete med den brittiska sexarbetarorganisationen National Ugly Mugs.
Teela Sanders samt kollegorna Maggie O'Neill och Rosie Campbell (de två senare från University of York) är medgrundare till Sex Work Research Hub, en forskningsplattform som samordnar på studier av sexarbete. Hösten 2019 lät Sanders en av sina forskarkollegor medverka i en studie på brittiska bordeller, en jämförande studie gentemot den undersökning hon själv genomförde i sin egen doktorsavhandling 20 år tidigare. Fältarbetet utfördes i samma stad som då, och hon fick chansen att tala med flera av respondenterna som låtit sig intervjuas i den ursprungliga studien. Covid-19-pandemin och den medföljande nedstängningen av samhället påverkade dock studien och dess jämförbarhet i grunden.
Fram till början av 2020-talet hade Sanders genomfört ett drygt 15-tal större akademiska studier, inklusive en stor studie om sexbranschen på Internet. 2021 hade hon inlett en forskningsstudie där hon studerade problemet med sexuellt våld som drabbar sexarbetare.
Sanders diskuterade i en text 2019 de skilda erfarenheterna av lagstiftningen i olika europeiska länder, och hon nämnde hur "progressiva" värderingar i polisarbetet i bland annat Österrike och Nederländerna gjort skillnad. Hon har jämfört erfarenheterna från decennier av motsatt lagstiftning i Nya Zeeland respektive Sverige och har tyckt sig se en normalisering och ökad trygghet för sexarbetarna i Nya Zeeland, jämfört med hur den svenska modellen kring prostitution enligt henne bidragit till att osynliggöra branschen och de förekommande problemen inom den. Hon har undersökt sexköparnas erfarenheter och roll inom sexbranschen i flera böcker, och 2024 presenterade hon och Rachel Keighley resultatet av en studie bland 142 brittiska sexköpare. I studien pekar de på hur sexköpare i många fall kan fungera som "ögon och öron", med möjlighet att rapportera tecken på utnyttjande eller människohandel.

### Författarskap
Sanders har fram till mitten av 2020-talet på egen hand eller i samarbete med andra producerat ett 15-tal böcker. Dessa fördelar sig på tre jämnstora grupper: författade på egen hand, i samarbete eller som redaktör.
Där finns ett antal böcker som berör villkoren inom och samhällets hantering av sexbranschen ur olika perspektiv, inlett 2004 med Sex Work – A Risky Business, som särskilt studerade sexarbete inomhus och bortom gatuprostitutionen. 2009 kom Prostitution – Sex Work, Policy and Politics (nyutgåva 2017), 2010 Regulating Sex, work – from crime control to neo-liberalism?, 2016/2017 The Oxford Handbook of Sex Offences and Sex Offenders och 2017 Policing the Sex Industry – Protection, Paternalism and Politics. Fokus på sexköparna sattes i de båda böckerna Paying for Pleasure – Men Who Buy Sex (2007) och Paying for Sex in a Digital Age – US and UK Perspectives (2020). En undersökning av sexarbete som arbete har varit fokus för de etnografiskt inriktade essäerna i Body/Sex/Work – Intimate, Embodied and Sexualised Labour (2013) och Internet Sex Work (2017/2018).
Andra delar av sexbranschen, eller andra typer av sexarbetare, har studerats i Flexible Workers – Labour, Regulation and the Political Economy of the Stripping Industry (2014) och Student Sex Work – International Perspectives and Implications for Policy and Practice (2017). I den senare boken undersöks studenters blandade erfarenheter av sexarbete i länder som Storbritannien, Nederländerna, USA och Australien. Slutligen har kopplingen mellan sexarbete och hatbrott undersökts i Sex Work and Hate Crime – Innovating Policy, Practice and Theory (2021).
Teela Sanders har även författat eller fungerat som redaktör för böcker i andra ämnen. 2007 var hon medförfattare till Getting Your PhD – A Practical Insiders' Guide, och 2014 kom Social Policies and Social Control – New Perspectives on the 'Not-So-Big Society'. Den sistnämnda boken försökte ge en ny bild av social kontroll och behaviourism inom välfärdssystem, liksom av hur detta påverkar missgynnade grupper i samhället.

## Kritik
Sanders' verksamhet och hennes forskning kring sexarbete har rönt kritik från företrädare för den svenska modellen kring prostitution. Bland annat hävdar dessa att hennes beskrivning av marknadsföringsplattformar, samarbete med branschorganisationer och omständigheterna för studenter som säljer sexuella tjänster underlåtit att visa på det utnyttjande som kvinnor i branschen är utsatta för. Dessa kritiker inkluderar den brittiska lobbyorganisationen Nordic Model Now! (grundad 2016), som arbetar för att sexbranschen i sin helhet ska avskaffas.
Hennes, Maggie O'Neills och Jane Pitchers Prostitution: sex work, policy and politics har rosats för sin nyanserade och balanserade beskrivning av de olika villkoren inom olika delar av sexbranschen. Boken från 2009 kom 2017 i en ny upplaga.

### Böcker
- Sanders, Teela (2004) (på engelska). Sex work: A risky business. Routledge. ISBN 978-1-84392-083-0
- Churchill, Harriet; Sanders, Teela (2007) (på engelska). Getting your PhD: a practical insiders' guide. SAGE Publications. ISBN 978-1-4129-1993-7
- Sanders, Teela (2008) (på engelska). Paying for pleasure: men who buy sex. Willan. ISBN 978-1-84392-322-0. https://www.worldcat.org/title/165410850
- Sanders, Teela; O'Neill, Maggie; Pitcher, Jane (2009) (på engelska). Prostitution: sex work, policy and politics. SAGE. ISBN 978-1-84787-065-0
  - Sanders, Teela et al (2017) (på engelska). Prostitution: sex work, policy & politics. Sage. ISBN 978-1-4739-8934-4
- Jane Scoular, Teela Sanders, red (2010). Regulating sex, work: from crime control to neo-liberalism?. Wiley-Blackwell. ISBN 978-1-4443-3362-6
- Carol Wolkowitz, Rachel Lara Cohen & Teela Sanders, red (2013) (på engelska). Body/Sex/Work: Intimate, embodied and sexualised labour: 13 (Critical Perspectives on Work and Employment). Palgrave. ISBN 978-1137021908
- Malcolm Harrison & Teela Sanders, red (2014) (på engelska). Social policies and social control: new perspectives on the 'not-so-big society'. Policy Press. ISBN 978-1-4473-1074-7
- Sanders, Teela (2014) (på engelska). Flexible workers: labour, regulation and the political economy of the stripping industry. Routledge studies in crime and society. Routledge, Taylor & Francis group. ISBN 978-0-415-67918-3
- Sanders, Teela (2016/2017) (på engelska). The Oxford handbook of sex offences and sex offenders. The Oxford handbooks in criminology and criminal justice. Oxford university press. ISBN 978-0-19-021363-3
- Debbie Jones & Teela Sanders, red (2017) (på engelska). Student Sex Work: International Perspectives and Implications for Policy and Practice. Palgrave Advances in Sex Work Studies
- Teela Sanders, Mary Laing, red (2017) (på engelska). Policing the sex industry: protection, paternalism and politics. Interdisciplinary studies in sex for sale. Routledge. ISBN 978-1-138-71662-9
- Teela Sanders, Jane Scoular, Rosie Campbell, Jane Pitcher, Stewart Cunningham (2017/2018) (på engelska). Internet sex work. Palgrave Macmillan. ISBN 978-3-319-65629-8
- Sanders, Teela; Brents, Barbara; Wakefield, Chris (2020) (på engelska). Paying for sex in a digital age: US and UK perspectives. Routledge. ISBN 978-0-429-45437-0
- Campbell, Rosie; Sanders, Teela (2021) (på engelska). Sex work and hate crime: innovating policy, practice and theory. Palgrave hate studies. Palgrave Macmillan. ISBN 978-3-030-86948-9

### Övriga texter (urval)
- Teela Sanders (31 juli 2019). ”'Sex Workers Rights A Pipe Dream While Criminalisation Exists'” (på engelska). EachOther. https://eachother.org.uk/sex-workers-rights-a-pipe-dream-while-criminalisation-exists/.
- Sanders, Teela; Vajzovic, Dan; Brooks-Gordon, Belinda; Mulvihill, Natasha (21 oktober 2021). ”Policing vulnerability in sex work: the harm reduction compass model” (på engelska). Policing and Society 31 (9):  sid. 1100–1116. doi:10.1080/10439463.2020.1837825. ISSN 1043-9463. https://www.tandfonline.com/doi/full/10.1080/10439463.2020.1837825.